# Instytut Fizyki Plazmy i Laserowej Mikrosyntezy im. Sylwestra Kaliskiego
Instytut Fizyki Plazmy i Laserowej Mikrosyntezy im. Sylwestra Kaliskiego, IFPiLM (ang. Institute of Plasma Physics and Laser Microfusion, IPPLM) – instytut badawczy z siedzibą w Warszawie, w dzielnicy Bemowo.

## Historia
Instytut Fizyki Plazmy i Laserowej Mikrosyntezy utworzono 1 stycznia 1976 z inicjatywy prof. Sylwestra Kaliskiego, który został jego pierwszym dyrektorem. Instytut podporządkowano ówczesnemu Ministerstwu Nauki, Szkolnictwa Wyższego i Techniki. W początkowym okresie prowadzono w nim badania gorącej plazmy wytwarzanej laserami impulsowymi, wyładowaniami silnoprądowymi w układach typu plasma focus i skoncentrowanymi wybuchami. Jednym z celów tych prac było określenie warunków uzyskania efektu syntezy (fuzji) izotopów wodoru (deuteru i trytu) w wyżej podanych układach.
W 2001 r., po kolejnych zmianach organizacyjnych, Instytut podporządkowano Państwowej Agencji Atomistyki. W tym czasie kontynuowano badania plazmowe i fuzyjne, stosując duży układ plasma focus PF-1000 (zbudowany z elementów wykonanych w Instytucie Problemów Jądrowych, obecnie Narodowe Centrum Badań Jądrowych) oraz nowe lasery dużej mocy i zaawansowane układy pomiarowe. Część tych prac realizowano w ramach współpracy europejskiej.
Po przystąpieniu Polski do Unii Europejskiej IFPiLM podpisał z Komisją Europejską Kontrakt Asocjacyjny, na mocy którego od 1 stycznia 2005 rozpoczęła działalność Asocjacja Euratom-IFPiLM obejmująca kilkanaście ośrodków naukowych w Polsce zajmujących się badaniami fuzyjnymi. Instytut został koordynatorem tej Asocjacji. Od 2014 r. program Wspólnoty Euratom w zakresie fuzji jądrowej koordynuje i finansuje europejskie Konsorcjum EUROfusion. IFPiLM jest członkiem Konsorcjum i koordynatorem badań fuzyjnych w Polsce, w ramach krajowego Centrum naukowo-przemysłowego Nowe Technologie Energetyczne (CeNTE), które jest kontynuatorem Asocjacji Euratom-IFPiLM.
W ramach projektów programu fuzji termojądrowej Wspólnoty Euratom realizowanych w Instytucie naukowcy z IFPiLM uczestniczą od 2005 r. w badaniach na wspólnym europejskim tokamaku JET w Culham (Wielka Brytania) i na innych tokamakach oraz na stellaratorze W7-X w Greifswaldzie (Niemcy), a także na stellaratorze LHD w Japonii. Rozwijane jest modelowanie numeryczne procesów zachodzących w układach fuzyjnych, w tym w przyszłych tokamakach-reaktorach. Wykonano i zastosowano do badań układy do pomiaru promieniowania rentgenowskiego w tokamakach i w stellaratorze W7-X. Zmodernizowane urządzenie PF-1000U jest wykorzystywane do testowania diagnostyk dla tokamaków i badania efektów oddziaływań plazma-ściana. Do takich badań stosowane są także lasery repetytywne.
W latach 2011–2013 wykonano w IFPiLM modernizację Laboratorium Laserów Wielkiej Mocy (LLWM) w ramach Regionalnego Programu Operacyjnego Województwa Mazowieckiego. Dla LLWM zbudowano aparaturę do badania oddziaływań laser-materia z użyciem lasera wielkiej mocy PULSAR 10TW, który został zakupiony wcześniej, w ramach realizowanego w Instytucie projektu HiPER (ang. European High Power Laser Energy Research). Projekt ten dotyczy budowy w Europie infrastruktury do optymalizacji fuzji laserowej. W LLWM i w różnych laboratoriach w Europie zespół naukowców z IFPiLM rozwija, w ramach współpracy europejskiej, badania zjawisk w plazmie generowanej laserem, laserowej akceleracji jonów i fuzji laserowej.
Od 2008 r. w Laboratorium Plazmowych Napędów Satelitarnych (PlaNS) IFPiLM są konstruowane i badane plazmowe silniki Halla do małych satelitów w ramach projektów międzynarodowych finansowanych przez Europejską Agencję Kosmiczną (ESA) i Komisję Europejską (w ramach programów ramowych UE).

## Dyrektorzy
Lista dyrektorów:
- prof. dr hab. Sylwester Kaliski (1976–1978)
- dr inż. Sławomir Denus (1978–1993)
- dr Zygmunt Składanowski (1993–2010)
- dr hab. Andrzej Gałkowski (2010–2024)
- dr hab. Monika Kubkowska(inne języki) (od 2025)[2]

## Stan obecny
Instytut Fizyki Plazmy i Laserowej Mikrosyntezy jest obecnie nadzorowany przez Ministerstwo Przemysłu. Jego działalność badawcza jest współfinansowana przez Ministerstwo Nauki i Szkolnictwa Wyższego (w ramach dotacji statutowej i współfinansowania międzynarodowych projektów badawczych), Narodowe Centrum Nauki, Narodowe Centrum Badań i Rozwoju oraz międzynarodowe instytucje i agencje finansujące badania: Komisję Europejską, agencję Fusion for Energy, Europejską Agencję Kosmiczną, Międzynarodową Agencję Energii Atomowej i konsorcjum Laserlab-Europe. Dodatkowym źródłem przychodów są zlecenia komercyjne realizowane przez Laboratorium Symulowanych Wyładowań Atmosferycznych (sprawdzany jest poziom odporności różnych urządzeń, w tym awioniki, na skutki uderzenia piorunowego z użyciem generatora impulsów silnoprądowych symulujących wyładowania atmosferyczne).
Podstawową strukturę organizacyjną Instytutu tworzą zakłady naukowe:
1. Zakład Badań Plazmy Termojądrowej
2. Zakład Technologii Plazmowych
3. Zakład Fizyki i Zastosowań Plazmy Laserowej

W strukturze IFPiLM znajdują się ponadto:
1. Centrum naukowo-przemysłowe Nowe Technologie Energetyczne (CeNTE)
2. Krajowy Punkt Kontaktowy Euratom-Fusion
3. Międzynarodowe Centrum Gęstej Plazmy Namagnetyzowanej (ang. ICDMP – International Centre for Dense Magnetised Plasmas).

IFPiLM jest instytutem kategorii B+.
Od 2015 r. przewodniczącym rady naukowej jest prof. Ryszard Romaniuk z Politechniki Warszawskiej.
Co dwa lata IFPiLM organizuje w Kudowie-Zdroju międzynarodową Letnią Szkołę Fizyki Plazmy (Kudowa Summer School) dotyczącą upowszechniania wyników badań plazmy i fuzji termojądrowej. IFPiLM jest także organizatorem konferencji PLASMA – International Conference on Research and Application of Plasmas.

## Przedmiot działalności
Instytut prowadzi badania naukowe oraz prace w zakresie rozwoju technologii plazmy i technik pomiarowych, w dużym stopniu w ramach krajowych i międzynarodowych projektów badawczych, do których należą:
- krajowe projekty Narodowego Centrum Nauki,
- krajowe projekty Narodowego Centrum Badań i Rozwoju,
- projekty Wspólnoty Euratom koordynowane przez konsorcjum EUROfusion – dotyczące badań i rozwoju technologii w układach termojądrowych; Instytut pełni rolę Krajowego Punktu Kontaktowego Euratom-Fusion,
- europejskie projekty Laserlab-Europe (program ramowy UE) – dotyczące badań oddziaływań laser-materia,
- kontrakty Europejskiej Agencji Kosmicznej i programów ramowych UE – dotyczące badań silników plazmowych dla nanosatelitów,
- projekty badawcze CRP IAEA (ang. Coordinated Research Project International Atomic Energy Agency) współfinansowane przez Międzynarodową Agencję Energii Atomowej w Wiedniu.

Działalność naukowa Instytutu rozwijana jest w następujących obszarach:
- Badania teoretyczne i eksperymentalne procesów zachodzących w plazmie laserowej, w szczególności badania emisji jonów, elektronów i promieniowania X z plazmy oraz generacji namagnetyzowanych strumieni plazmy laserowej. Projekty: LaserLab-Europe, EUROfusion, ELI i STFC;
- Procesy fizyczne w układach typu tokamak i stellarator, które są badane z zastosowaniem rozwijanych w Instytucie programów numerycznych modelujących te procesy. Projekt: EUROfusion;
- Laserowe usuwanie zanieczyszczeń i monitorowanie składu ściany układu termojądrowego za pomocą opracowanych w Instytucie diagnostyk. Projekt: EUROfusion;
- Emisja miękkiego promieniowania rentgenowskiego i promieniowania VUV z plazmy w układach tokamak i stellarator mierzonego za pomocą opracowanych w Instytucie metod i układów diagnostycznych. Projekt: EUROfusion;
- Emisja neutronów i promieniowania elektromagnetycznego (X, γ) z układów z magnetycznym utrzymaniem plazmy badana za pomocą diagnostyk przygotowanych i testowanych w Instytucie. Projekty: EUROfusion, CRP-IAEA;
- Zastosowanie impulsowych generatorów silnoprądowych do sprawdzania odporności różnych urządzeń na skutki wyładowań atmosferycznych. Działalność komercyjna;
- Procesy fizyczne zachodzące w gorącej plazmie komprymowanej polem magnetycznym w urządzeniu PF-1000U w Instytucie, w tym reakcje syntezy izotopów wodoru. Projekty: CRP-IAEA, ICDMP;
- Plazmowe silniki Halla małej mocy budowane, badane i optymalizowane w IFPiLM, także z użyciem modelowania numerycznego. Projekty. NCBiR, ESA i program ramowy UE.